# Lingua kurukh
La lingua kurukh (Devanagari: कुड़ुख़, o Kuṛux) è una lingua dravidica settentrionale parlata in India, Bangladesh, Nepal e Bhutan

## Distribuzione geografica
La lingua kurukh è parlata da circa 2.100.000 persone che distribuiti tra gli stati indiani di Bihar, Jharkhand, Madhya Pradesh, Chhattisgarh e Bengala Occidentale, il Bangladesh settentrionale ed in un suo dialetto chiamato Dhangar in Nepal e Bhutan. Per alcuni, tra cui Ethnologue, questo dialetto sarebbe da considerare una lingua a parte, che viene denominata kurux nepalese (codice ISO 639-3 kxl).
La maggior parte delle persone che parlano il kurukh appartengono alle etnie Oraon (1.834.000) e Kisan (219.000), il tasso di alfabetizzazione è del 23% e 17%, rispettivamente. Nonostante il gran numero di parlanti, la lingua è considerata a rischio di estinzione. I governi di Jharkhand e Chhatisgarh hanno deciso di introdurre la lingua kurukh nelle scuole dove gli studenti Kisan e/o Oraon sono in maggioranza.

## Dialetti e lingue derivate
La lingua kurukh è conosciuta anche con molti altri nomi: birhor, kadukali, kisan, koda, kola, kora, kuda, kunha, kunhar, kunna, kunrukh, kunuk, kurka, morva, oraon, urang, uraon. Vi sono due dialetti: l'oraon ed il kisan, che hanno un grado di mutua intelligibilità del 75%. L'Ooaon viene considerato la forma standard della lingua. Come già detto per alcuni studiosi anche il dhangar o kurux nepalese, parlato da una parte della popolazione Dhagar (meno di 28000 persone tra Nepal e Bhutan) è da considerarsi un dialetto del kurukh.
Il kurukh è strettamente correlato con le lingue brahui e malto.

## Sistema di scrittura
Il kurukh viene scritto utilizzando l'alfabeto Devanagari, un tipo di scrittura usata anche dal sanscrito, dall'hindi, dal marathi e da altre lingue indoariane. 
Il dr. Narayan Oraon, un medico, ha inventato l'alfabeto Tolong Siki appositamente per il kurukh, molti libri e giornali vengono pubblicati utilizzando questa scrittura. La Kurukh Literary Society of India è stata creata per diffondere il Tolong Siki come alfabeto per la letteratura kurukh.